# Industrial Química de Zaragoza
La Industrial Química de Zaragoza (IQZ) fue una empresa española del sector químico, con una fuerte implantación en Aragón.

## Historia
La empresa fue fundada en 1899 por iniciativa del empresario y político Tomás Castellano y Villarroya. Castellano, rico cacique local del Partido Conservador, se asoció con el comerciante Antonio Navarro y los ingenieros agrónomos Manuel Rodríguez Ayuso y Julio Otero y López-Páez para desarrollar una nueva industria en Zaragoza que suministrara a las azucareras. Con el auge del cultivo de la remolacha tras la pérdida de Cuba y Puerto Rico, el sector azucarero estaba en auge en España y demandaba nuevos procesos industriales que suponían una oportunidad para la Banca Villarroya y sus socios. Otero, director de la Granja Agrícola de Zaragoza, llevaba desde principios de la década interesado en el cultivo de remolacha en la huerta de Zaragoza y en la modernización de su sector agrario.
La nueva empresa tuvo su planta de producción y sede en el ahora barrio urbano de La Almozara, que se mantuvo operativa hasta 1983. Es debido a esta implantación que el actual barrio tiene el apodo popular de la Química. La fábrica se dedicó inicialmente a la producción de ácido tartárico, un producto demandado por el tratamiento de las melazas para producir alcohol. Para operar, contaba con conexión ferroviaria y fue uno de los primeros usuarios industriales de electricidad en Zaragoza. 
La creación de la Unión Alcoholera Española en 1908 hizo a la empresa virar sus intereses, abandonando la producción directa de alcohol en favor de suministrar el ácido tartárico a las propias azucareras. La fábrica amplió en 1910 su producción al ácido sulfúrico demandado por la fábrica vecina de Acumuladores Tudor. Para ello la sociedad también explotó las minas de azufre sitas en Libros. Gracias al Ferrocarril Central de Aragón, las minas conectaban por tren con el apartadero de la empresa en Zaragoza. Durante la bonanza económica en España derivada de la Primera Guerra Mundial, las minas de azufre duplicaron su producción logrando una elevada rentabilidad. Dado el incremento de demanda eléctrica, la empresa mantuvo fuertes vínculos personales con la naciente industria eléctrica zaragozana, otro de los focos de interés de la primera burguesía capitalista zaragozana.
Desde sus primeros tiempos la empresa fue pionera en la producción de abonos y desde 1921 produjo superfosfato cálcico. Para ello tuvo que construir tres nuevos pabellones, con seis hornos Herreshoff y seis torres para el tratamiento de gases (de tipo Glover y Gay-Lussac). Para la producción se traería mineral de Marruecos. Sin embargo, el fin de la guerra en Europa trajo un ciclo económico más negativo para la empresa.
En la década de 1930 la situación financiera de IQZ parece mejorar y volvió a repartir dividendo tras 1929. La fábrica fue de nuevo ampliada en 1931 y llegaría a contar con un total de ocho hornos para la producción de ácido sulfúrico. También se especializó en la elaboración de productos tales como ácido clorhídrico, sulfato sódico y ácido nítrico. Pese a ello constan reclamaciones de las autoridades sobre mejoras de condiciones de los trabajadores de sus minas, albergados en pésimas condiciones y cierres de las minas en 1935. En el periodo IQV adquirió igualmente los derechos mineros de las antiguas explotaciones de pirita en Cerler (Benasque), sobre las que desarrolló el coto minero del Ésera. 
Para la década de 1950 algunos procesos, como el de fosfatos eran considerados ya anticuados si bien aún producían 40 000-45 000 toneladas anuales de superfosfato con apenas cinco empleados. IQV renunció igualmente a los derechos del coto minero de Cerler en 1951, tras haber cesado las actividades mineras en 1947. En adelante la fábrica se abasteció de mineral de las minas de Huelva, que se transportaba en tren hasta Zaragoza.
En la década de los 70, que había pasado a formar parte del grupo Cros y empleaba 180 trabajadores, empezó un conflicto vecinal por la contaminación que causaba la fábrica en Zaragoza. Así, las mediciones del Instituto Municipal de Higiene de Zaragoza mostraban fuerte contaminación por SO2 en el entorno de la fábrica, además de denuncias por ruidos. La empresa, que eventualmente se trasladó a Cabañas de Ebro, sin embargo mostraba su interés en realizar una operación urbanística con los terrenos que abandonaba.